# EXCITING SATURDAY (エフエム青森)
EXCITING SATURDAY（エキサイティングサタデー、略称：エキサタ）は、エフエム青森で土曜夕方に放送されていたラジオ番組。ここでは、「EXCITING SATURDAY」のほかに、この番組の続編といえる「エキサタ」関連の番組についても取り上げる。

## EXCITING SATURDAY
EXCITING SATURDAY（エキサイティングサタデー）は土曜17:00～18:30で放送されていた。
なお、ほとんどのJFN系列局ではこの時間帯に『サントリー・サタデー・ウェイティング・バー』が放送されていたが、エフエム青森では当番組放送のため、19時から遅れネットで放送していた。
番組開始当初からNTTコミュニケーションタイム EXCITING SATURDAY（エヌティーティー - ）と題してNTT青森支店と関連会社のNTT東北テレマ青森支店の提供で放送されていたが、1999年7月にNTTが分社化した後は分社後のNTT東日本がスポンサーを引き継がず、NTTドコモ東北と、NTT東北テレマを吸収合併したNTTテレマーケティング（法人としては現在のNTTネクシア）青森支店の提供になり、DoCoMo Presents EXCITING SATURDAY（ドコモプレゼンツ - ）とタイトルを変更。
番組は電話･FAXによるリクエストを集計し（後にeメールでもリクエストの受付を開始した。）、ランキングが先週より下がったものを除いて上位から3曲をオンエアーするというもの。
例えば、先週1位だったものでも今週2位になった曲はオンエアーできないが、ランクアップした1位と3位、それと先週とランキングが変わらなかった4位をオンエアーすることはできる。
番組終了当時（2000年3月）のパーソナリティーは算用子幸代（さんようしゆきよ）とDJちはる。

## EXCITING move SATURDAY
EXCITING move SATURDAY（エキサイティングムーブサタデー）は、EXCITING SATURDAYが終了した2000年4月から引き続き放送されていた。しかし、放送時間が30分短縮し、17:00～18:00までの放送となった。提供は引き続きNTTドコモ東北で、DoCoMo Presents EXCITNIG move SATURDAY（ドコモプレゼンツ - ）として放送されていた。
番組はリクエスト（ただし、電話でのリクエストは行われなかった）のほかにリスナーからのメッセージも紹介するようになっていった。この番組からエキサタホームページが設置された。
パーソナリティーは算用子幸代（さんようしゆきよ）とDJちはるが引き続き担当していたが、2001年4月からは外崎真由美と穐元里佳にバトンタッチした。

## エキサタ Dream Navigation
エキサタ Dream Navigation （エキサタドリームナビゲーション）はEXCITING move SATURDAYが終了した2002年4月から放送されていた。パーソナリティーは外崎真由美と穐本里佳が引き続き担当。番組開始当初の提供は地元ホンダディーラーのホンダ四輪販売青森だったので、タイトルは5時からHONDA エキサタ Dream Navigation（5じからホンダ - ）だった。
2003年4月にホンダ四輪販売青森がスポンサーから撤退したことによりノンスポンサーで放送するものの、番組運営にも支障をきたしていたため、同年7月に番組ホームページを閉鎖。その3ヵ月後となる9月に番組は終了。

## 番組終了後
番組終了後も『サントリー・サタデー・ウェイティング・バー』の同時ネットに移行せず、2003年10月からの半年間はJFNCの番組を経て、2004年4月からは弘前市のコミュニティ放送局FMアップルウェーブとの同時放送番組『サタデーイブニングライブ RADIOジャンクション』を放送し、同時間帯の自社製作を再開。2007年3月に『サタデーイブニングライブ RADIOジャンクション』終了後も自社制作の番組を放送している。

## AFB Exciting Ocean's Holiday～REIWA最初の海の日電リクスペシャル～
2019年7月15日（海の日）13:30～15:55に、エキサタの復活版としてAFB Exciting Ocean's Holiday～REIWA最初の海の日電リクスペシャル～（エイエフビー エキサイティング オーシャンズホリデー れいわさいしょのうみのひでんりくスペシャル）が放送された。
番組では『夏の定番ソング』としてリクエストを受け付けていた。
本番組の放送に先立ち、番組Twitterを開設。留守番電話にメッセージを録音する形式ではあるが、電話によるリクエストも実施し（ただし、番組放送時間中はオペレーターによる電話受付を行っていた）、Twitterの投稿でもリクエストを受け付けていた。
番組はかつてエキサタのパーソナリティーを務めていた鈴木耕治アナウンサーをメインに、ゲストに臼井孝を迎え、14時台に里村好美アナウンサー、15時台に工藤良子アナウンサーも出演した。